# Менді Мюлдер
Менді Мюлдер (нід. Mandy Mulder, 3 серпня 1987) — нідерландська яхтсменка, олімпійська медалістка.

## Виступи на Олімпіадах
| Олімпіада  | Дисципліна | Місце |
| ---------- | ---------- | ----- |
| Пекін 2008 | Інглінг    | 2     |